# Hekistolampis
Hekistolampis is een geslacht van rechtvleugeligen uit de familie Romaleidae. De wetenschappelijke naam van dit geslacht is voor het eerst geldig gepubliceerd in 1978 door Descamps.

## Soorten
Het geslacht Hekistolampis omvat de volgende soorten:
- Hekistolampis andeana Descamps, 1978
- Hekistolampis cordillerae Descamps, 1978